# Кірою-Унгурень
Кірою-Унгурень, Кірою-Унгурені (рум. Chiroiu-Ungureni) — село у повіті Яломіца в Румунії. Входить до складу комуни Дрегоєшть.
Село розташоване на відстані 36 км на північний схід від Бухареста, 68 км на захід від Слобозії, 137 км на південний схід від Брашова.

## Населення
За даними перепису населення 2002 року у селі проживали 12 осіб, усі — румуни. Усі жителі села рідною мовою назвали румунську.